# Filialkirche Pyrawang

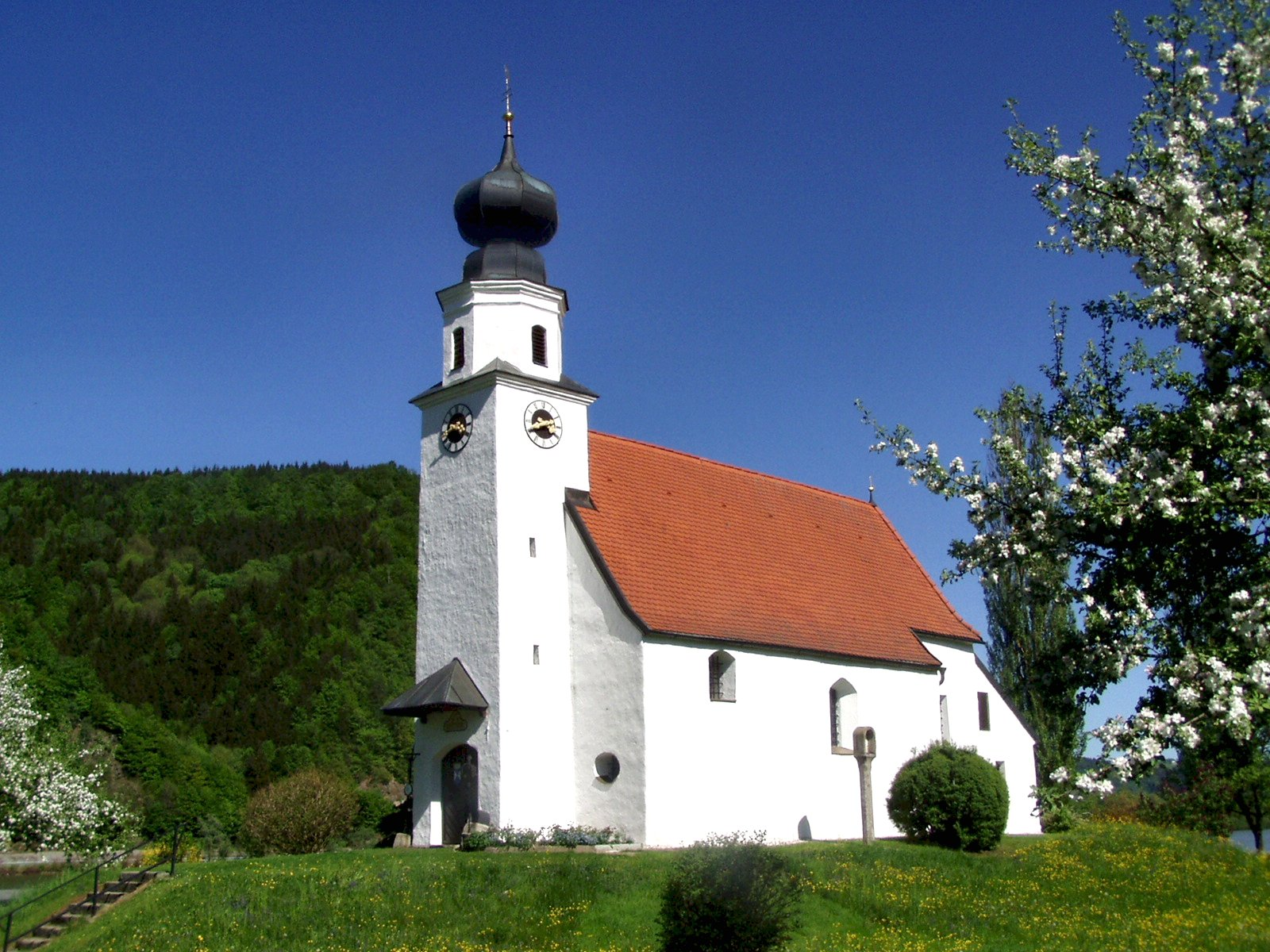
Filialkirche Pyrawang

Die römisch-katholische Filialkirche Pyrawang mit dem Patrozinium hl. Petrus steht im Ortsteil Pyrawang an der Donau der Gemeinde Esternberg im Bezirk Schärding in Oberösterreich. Seit dem 1. Jänner 2023 gehört Esternberg als eine von 12 Pfarrteilgemeinden zur Pfarre Schärding der Diözese Linz. Das Bauwerk steht unter Denkmalschutz (Listeneintrag).

## Geschichte
Das genaue Erbauungszeit der Kirche ist nicht bekannt. Es wird angenommen, dass die Petruskirche bereits vor der Pfarrkirche Esternberg errichtet wurde. Knochenfunden zufolge befand sich nahe der Kirche in früherer Zeit ein Friedhof.

## Architektur
Bei der Kirche handelt es sich um einen einschiffigen Bau mit mittig angeordnetem viereckigem Kirchturm mit Portal, achteckiger Kuppel und Zwiebelhelm.

## Ausstattung
Die Kirche beherbergt einen Barockaltar mit Darstellung der Heiligen Petrus und Paulus. Kunstgeschichtlich bedeutend sind die hochgotischen Fresken aus dem 14. Jahrhundert, die im 1982 Zuge der Innenrenovierung entdeckt und freigelegt wurden.
Das Geläute der Kirche besteht aus drei Glocken.